# زائدة تصغير
زائدة التصغير هي حرف المعنى (الزائدة) الذي يزاد للكلمة مفيدا التصغير. يكون التصغير في العربية بأحد ثلاثة أوزان هي فعيل وفعيعل وفعيعيل بضم الفاء وفتح العين الأولى وكسر الثانية، أي أن تصغير اللفظ العربي يكون بتغيير البناء وزيادة الياء. أما في لغات أخرى فتزاد حروف أخرى.

## أمثلة

### أمازيغية
زائدة التصغير في الأمازيغية هي التاء المحيطة (ت- -ت) أي أنها على صيغة التأنيث.

### تركية
زائدة التصغير في التركية لفظة جك (جيك وجوك وچيك وچوك بالخط العربي، -cık و-cuk و-cük و-çik و-çık و-çuk و-çük بالخط الرومي، بحسب الحرف الأخير الذي تتصل به).

### عبرية
زائدة التصغير في العبرية هي الواو والنون أو الياء والتاء، نحو قولهم يلدون (ילדון) تصغير يلد (ילד ولد) وكفيت (כפית) تصغير كف (כף ملعقة)

### فارسية
في الفارسية يكون تغيير البناء بفتح الحرف الأخير والزيادة بإلحاق الكاف نحو قولهم تبارك في تصغير تبار (أهل) وصورتك في تصغير صورت (صورة)؛ أو يكون التصغير بزيادة الجيم المثلثة والهاء كقولهم في تصغير كمان کمانچه (كمنجة). تسمى زائدة التصغير في الفارسية علامة التصغير.